# Municipio de Silver Creek (condado de Pottawattamie)
El municipio de Silver Creek (en inglés: Silver Creek Township) es un municipio ubicado en el condado de Pottawattamie en el estado estadounidense de Iowa. En el año 2010 tenía una población de 957 habitantes y una densidad poblacional de 10,48 personas por km².

## Geografía
El municipio de Silver Creek se encuentra ubicado en las coordenadas 41°12′11″N 95°33′21″O / 41.20306, -95.55583. Según la Oficina del Censo de los Estados Unidos, el municipio tiene una superficie total de 91.28 km², de la cual 91,28 km² corresponden a tierra firme y (0 %) 0 km² es agua.

## Demografía
Según el censo de 2010, había 957 personas residiendo en el municipio de Silver Creek. La densidad de población era de 10,48 hab./km². De los 957 habitantes, el municipio de Silver Creek estaba compuesto por el 99,79 % blancos y el 0,21 % eran de una mezcla de razas. Del total de la población el 0,31 % eran hispanos o latinos de cualquier raza.